# حكاية التنين الطاغية
حكاية التنين الطاغية (بالإنجليزية: The Fable of the Dragon-Tyrant)‏ قصة قصيرة للكاتب والفيلسوف السويدي نيك بوستروم وهي عن الشيخوخة والموت والبؤس الذي يسببه التنين الطاغية المتجسد لعملية الشيخوخة والموت الذي يتطلب تكريمًا لحياة الآلاف من الناس يوميًا وأفعال الناس بما في ذلك الملك حيث يجتمعوا لقتال التنين وقتله في النهاية.

## وصلات خارجية
- حكاية التنين الطاغية